# 攀莲镇
攀莲镇，是中华人民共和国四川省攀枝花市米易县下辖的一个乡镇级行政单位。

## 行政区划
攀莲镇下辖以下地区：
城北社区、城南社区、河西社区、新北社区、青皮社区村、水塘社区村、贤家社区村、柳溪村、观音社区村、南厂村和双沟社区村。